# Patrick Luan
Patrick Luan dos Santos, noto semplicemente come Patrick Luan (Sorocaba, 31 ottobre 1998), è un calciatore brasiliano, attaccante dell'Arda Kărdžali.

## Caratteristiche tecniche
È un centravanti.

## Carriera
Cresciuto nel settore giovanile del Fluminense, ha esordito in prima squadra l'8 febbraio 2017 in occasione dell'incontro di Copa Sul-Minas-Rio perso 1-0 contro l'Internacional. Nel febbraio del 2019 è stato acquistato dal Sion, che lo ha aggregato direttamente in prima squadra. Ha debuttato il 19 luglio in occasione dell'incontro di Super League perso 4-1 contro il Basilea, trovando il gol del momentaneo pareggio.

## Statistiche
Statistiche aggiornate al 22 novembre 2020.

### Presenze e reti nei club
| Stagione        | Squadra         | Campionato      | Campionato | Campionato | Coppe nazionali | Coppe nazionali | Coppe nazionali | Coppe continentali | Coppe continentali | Coppe continentali | Altre coppe | Altre coppe | Altre coppe | Totale | Totale | Totale |
| Stagione        | Squadra         | Comp            | Pres       | Reti       | Comp            | Pres            | Reti            | Comp               | Pres               | Reti               | Comp        | Pres        | Reti        | Pres   | Reti   |        |
| --------------- | --------------- | --------------- | ---------- | ---------- | --------------- | --------------- | --------------- | ------------------ | ------------------ | ------------------ | ----------- | ----------- | ----------- | ------ | ------ | ------ |
| 2017            | Fluminense      | A/RJ+A          | 0          | 0          | CB              | 0               | 0               |                    | -                  | -                  | PL          | 1           | 0           | 1      | 0      |        |
| 2019            | Fluminense      | A/RJ+A          | 1+0        | 0          | CB              | 0               | 0               |                    | -                  | -                  |             | -           | -           | 1      | 0      |        |
| 2019-2020       | Sion            | ASL             | 20         | 2          | CS              | 2               | 0               |                    | -                  | -                  |             | -           | -           | 22     | 2      |        |
| 2020-2021       | Sion            | ASL             | 5          | 0          | CS              | 1               | 2               |                    | -                  | -                  |             | -           | -           | 6      | 2      |        |
| Totale carriera | Totale carriera | Totale carriera | 26         | 2          |                 | 3               | 2               |                    | -                  | -                  |             | 1           | -           | 30     | 4      |        |

## Palmarès

### Club

#### Competizioni statali
- Taça Guanabara: 1

Fluminense: 2017